# Eberhard August Wilhelm von Zimmermann
Eberhard August Wilhelm von Zimmermann (Uelzen, 17 de agosto de 1743 - Brunswick, 4 de julio de 1815) fue un zoólogo, geógrafo y filósofo alemán.
Fue profesor de ciencias naturales en Brunswick. Es autor de uno de los primeros libros sobre la distribución geográfica de los mamíferos, Specimen Zoologiae Geographicae Quadrupedum (1777).
Realizó viajes científicos a Inglaterra, Italia, Francia, Rusia y Suecia.
Uno de sus alumnos fue Carl Friedrich Gauss.

## Obras

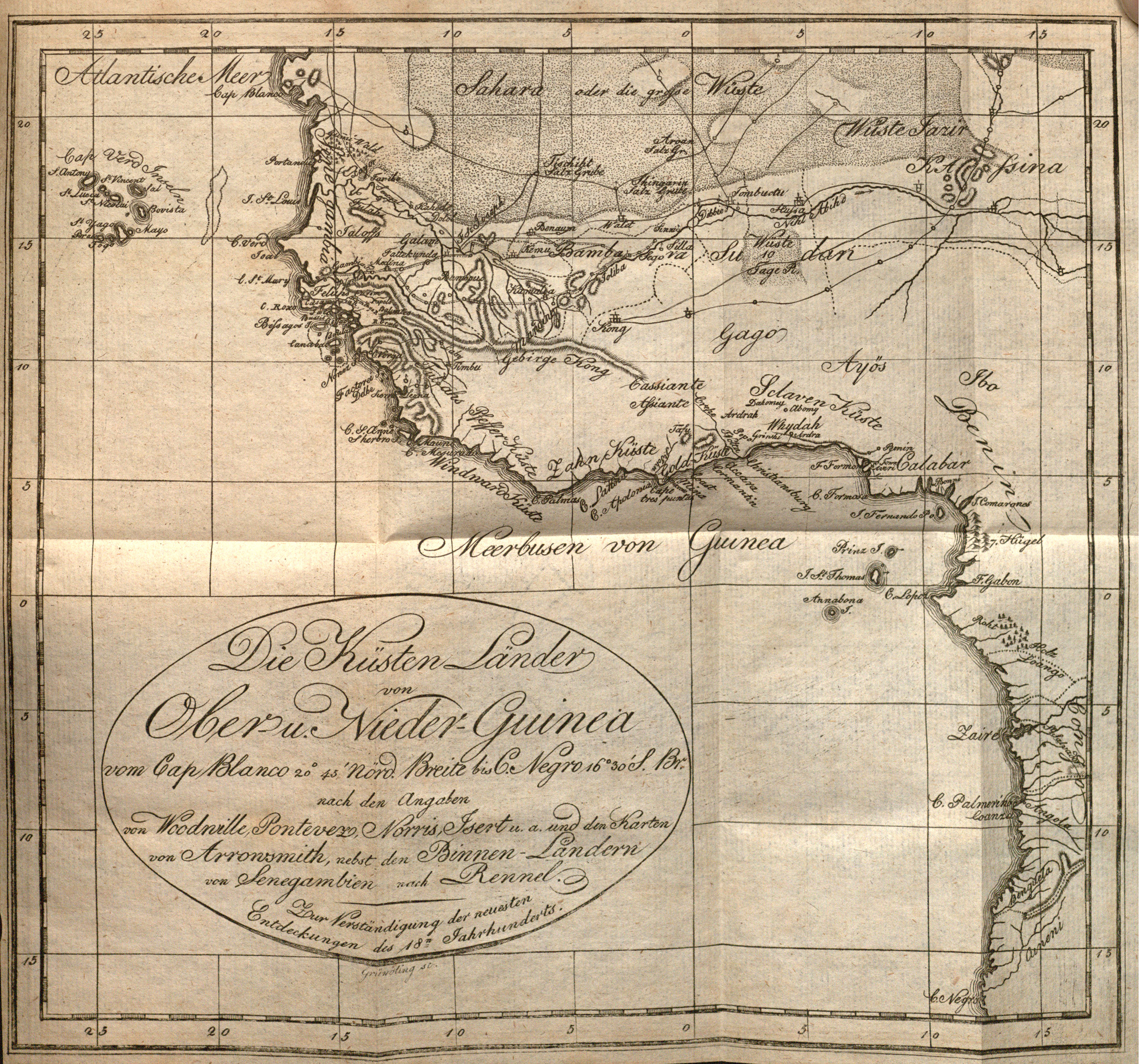
Zimmermann, Die Küsten Länder von Ober- u. Nieder-Guinea, 1802

- Geographische Geschichte des Menschen und der vierfüßigen Tiere, Leipzig 1778-83 (historia geográfica de los humanos y de los animales cuadrúpedos)
- Über die Kompressibilität und Elastizität des Wassers, Leipzig 1779 (sobre la compresibilidad y elasticidad del agua)
- Frankreich und die Freistaaten von Nordamerika, Berlín 1795 (Francia y los estados libres de Norteamérica)
- Allgemeine Übersicht Frankreichs von Franz I bis auf Ludwig XVI., Berlín 1800 (resumen general de la historia francesa desde Francisco I hasta Luis XVI)
- Taschenbuch der Reisen, Leipzig 1802-13 (Borrador de viajes)
- Die Erde und ihre Bewohner, Leipzig 1810-15, 5 vols. (La tierra y sus habitantes)

## Abreviatura (zoología)
La abreviatura Zimmermann  se emplea para indicar a Eberhard August Wilhelm von Zimmermann como autoridad en la descripción y taxonomía en zoología.

## Literatura
- Petra Feuerstein-Herz. Der Elefant der Neuen Welt. Eberhard August Wilhelm von Zimmermann (1743-1815) und die Anfänge der Tiergeographie. Dt. Apotheker-Verl., Stuttgart 2006. (= Braunschweiger Veröffentlichungen zur Pharmazie- und Wissenschaftsgeschichte; 45) ISBN 3-7692-4099-5
- Petra Feuerstein-Herz. Eberhard August Wilhelm von Zimmermann (1743-1815) und die Tiergeographie. Tesis de Brunswick 2004

- Datos: Q213607
- Multimedia: Eberhard August Wilhelm von Zimmermann / Q213607
- Especies: Eberhard August Wilhelm von Zimmermann